# Sarcodontia
Sarcodontia Schulzer (kolcówka) – rodzaj grzybów z rodziny strocznikowatych (Meruliaceae). W Polsce występują 2 gatunki.

## Charakterystyka
Grzyby kortycjoidalne o owocniku rozpostartym, rozproszonym, woskowatym. Hymenofor hydnoidalny z długimi kolcami. System strzępkowy monomityczny do pseudodimitycznego, wszystkie strzępki ze sprzążkami, strzępki w subikulum grubościenne. Cystyd brak. Podstawki maczugowate, 4-sterygmowe ze sprzążką u podstawy. Bazydiospory elipsoidalne do półkuliste, gładkie, grubościenne, nieamyloidalne, niecyjanofilne.
Sarkodontia charakteryzuje się długimi, ostro zakończonymi kolcami hymenoforu, grubościennymi strzępkami subikulum i gładkimi, grubościennymi bazydiosporami. Filogenetycznie należy do Meruliaceae.

## Systematyka i nazewnictwo
Pozycja w klasyfikacji według Index Fungorum: Meruliaceae, Polyporales, Incertae sedis, Agaricomycetes, Agaricomycotina, Basidiomycota, Fungi.
Polską nazwę zaproponował Władysław Wojewoda w 2003 r., Stanisław Chełchowski opisywał ten rodzaj pod nazwą kolczak. Synonim nazwy naukowej: Oxydontia L.W. Mill.
Gatunki:
- Sarcodontia delectans (Peck) Spirin 2001 – tzw. gąbczak aksamitny
- Sarcodontia setosa (Pers.) Donk 1952
- Sarcodontia spumea (Sowerby) Spirin 2001 – tzw. gąbczak piankowy
- Sarcodontia unicolor (Fr.) Zmitr. & Spirin 2006

Nazwy naukowe na podstawie Index Fungorum. Nazwy polskie według Władysława Wojewody.